# Viola Garden
Viola Garden (* 28. Februar 1902 in Wien, Österreich-Ungarn, als Jolanthe Maria Ida Kehle; † 4. Februar 1993 in Vornbach, Deutschland) war eine österreichische Stummfilmschauspielerin im deutschen Film der ausgehenden 1920er Jahre.

## Leben
Jolanthe Kehle, über deren Jugend nichts bekannt ist, wurde in Berlin für den Film entdeckt und im Alter von 25 Jahren erstmals vor die Kamera geholt. Ihr Debüt gab sie an der Seite des zu diesem Zeitpunkt noch weithin unbekannten und nahezu gleichaltrigen Nachwuchsschauspielers Heinz Rühmann in einer Inszenierung von Kurt Bernhardt. In den folgenden zwei Jahren drehte sie Lustspiele und Romanzen, Dramen und schwerblütige Literaturverfilmungen – insgesamt sieben Filme. Am bekanntesten sollte Fedor Ozeps Tolstoi-Adaption Der lebende Leichnam werden. Nach ihrer Rolle der Olga Lossen in dem Industriedrama Sprengbagger 1010 heiratete Viola Garden den Regisseur dieses Streifens, Carl Ludwig Duisberg (1889–1958), Sohn des wohlhabenden Großindustriellen Carl Duisberg, und zog sich unmittelbar vor Anbruch des Tonfilmzeitalters ins Privatleben zurück. Fortan nannte sie sich Jolanthe Duisberg. Das Ehepaar wurde Eltern der in den 1930er Jahren geborenen Söhne Constantin und Sven. Carl Ludwig und Jolanthe Duisberg lebten bis zuletzt auf Schloss Vornbach nahe Passau und engagierten sich gesellschaftlich wie kulturell für ihre Heimatgemeinde, die der Witwe 1962 die Ehrenbürgerwürde verlieh.

## Filmografie (komplett)
- 1927: Das Mädchen mit den fünf Nullen
- 1928: In Werder blühen die Bäume...
- 1928: Der erste Kuß
- 1928: Die von der Scholle sind
- 1929: Der lebende Leichnam
- 1929: Die weißen Rosen von Ravensberg
- 1929: Sprengbagger 1010